# 岩瀬下関防災公園
岩瀬下関防災公園（いわせしもぜきぼうさいこうえん）は神奈川県鎌倉市岩瀬にある公園。2015年5月24日開園。

## 概要
鎌倉食用蛙養殖場の跡地。昭和51年より鎌倉市が地権者から土地を借り、いわせ下関青少年広場（いわせしもぜきせいしょうねんひろば）の名称で公園を整備・提供していたが、2011年（平成23年）、鎌倉市が土地を取得し「岩瀬下関防災公園」として再整備されることとなった。本項では鎌倉食用蛙養殖場および、いわせ下関青少年広場についても併せて記載する。

## 歴史

### 鎌倉食用蛙養殖場
鎌倉食用蛙養殖場は大正9年（1920年、大正10年説もある）に渡瀬庄三郎の弟子、河野卯三郎によって作られた食用蛙（ウシガエル）の養殖場である。ウシガエルは欧米への輸出品目になり、周辺農家の貴重な現金収入となり養殖場は栄えた。最盛期には3000坪程度の敷地面積を持っていたともいう。
しかし、1938年7月の大雨による洪水により多くのカエルが逃亡し、養殖場の付近を流れる砂押川を経て広まった。ただし食用蛙の養殖場は当地以外にも存在し、それらから逃亡した蛙も多く、日本にいるすべての個体がこの養殖場を起源とするわけではない。
また昭和2年（1927年、これも大正15年・昭和5年など異説がある）にはウシガエルの餌としてアメリカザリガニが投入され、これらも同様の経緯で広まっていった。
養殖場自体は太平洋戦争に先立つ欧米諸国の禁輸政策によって輸出がたち行かなくなり、1940年代前半には閉鎖された。

### いわせ下関青少年広場
昭和51年（1976年）より鎌倉市が同地を地権者より借り受け、公園として整備を行った。
2001年には鎌倉市内の市民団体「鎌倉市民同窓会」が主体となり、敷地内に井戸が掘られた。井戸は「千葉県立上総博物館」（現「木更津市郷土博物館金のすず」）などの協力を受け上総掘りという手法が用いられ、10ヶ月の期間を掘削費やした結果、湧水を掘り当てることに成功した。井戸から湧く水は自由に使え、地域住民が飲料水をくみに来る姿を見ることができる。

### 岩瀬下関防災公園
2011年（平成23年）、鎌倉市が土地を取得し「岩瀬下関防災公園」として再整備されることとなった。整備にあたっては都市再生機構と協定を結び、都市再生機構の防災公園街区整備事業として整備が進められ、2015年5月24日に開園式が行われた。

## 設備
平時は公園として使用されるが、災害時には緊急避難が行えるよう工夫がされている。公園のベンチは台座部がかまどとして使え、あずまやは天幕をかぶせることにより、非常用テントとなる。また、多数存在するマンホールは仮設トイレとして使用できるようになっている。また、上総掘りの井戸は非常用の水源として活用する事が想定されている。